# Wit-Piedmont-Gletscher
Der Wit-Piedmont-Gletscher (bulgarisch ледник Вит lednik Wit) ist ein in nord-südlicher Ausdehnung 12 km langer und 6 km breiter Gletscher im westantarktischen Ellsworthland. In den Sostra Heights der nördlichen Sentinel Range im Ellsworthgebirge liegt er nördlich des Endes des Embree-Gletschers, östlich des Bracken Peak, südwestlich des Anchialos-Gletschers und südlich des Endes des Newcomer-Gletschers. Er fließt in östlicher Richtung zum Rutford-Eisstrom.
US-amerikanische Wissenschaftler kartierten ihn 1961. Die bulgarische Kommission für Antarktische Geographische Namen benannte ihn 2014 dem Fluss Wit im Norden Bulgariens.